# Sapateiro

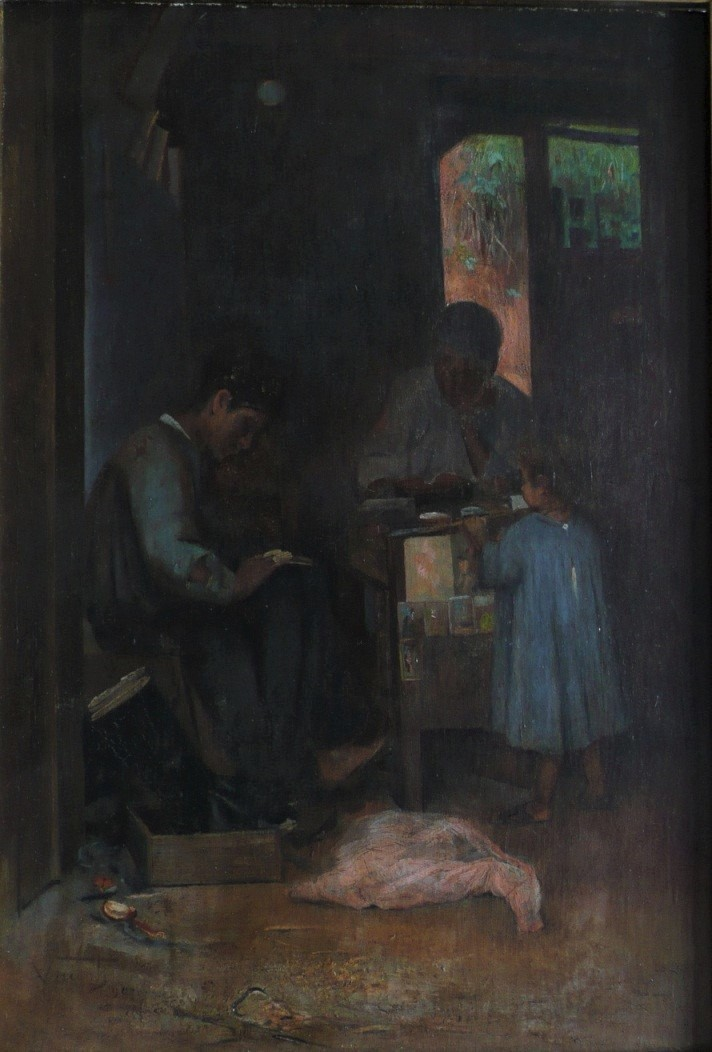
Aprendiz de sapateiro, pintura de Eliseu Visconti (1890)

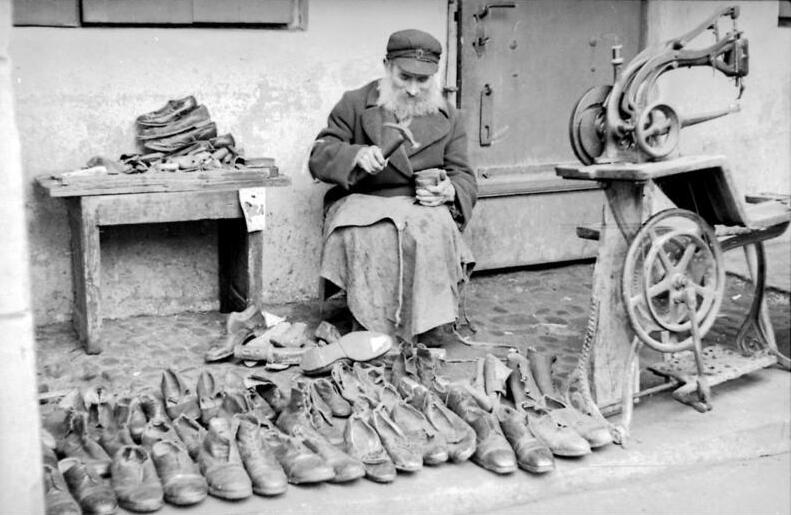
Sapateiro polonês (1941).

O sapateiro é um profissional que conserta, fabrica e faz diversos trabalhos na área de calçado.
Na sua grande maioria o material é o couro, que é utilizado para confeccionar ou consertar os calçados. Atualmente os sapateiros não se restringem apenas aos calçados, mas sim a diversos outros acessórios utilizados por qualquer pessoa como: bolsas, carteiras, cintos, jaquetas etc.

## Sapateiros famosos
- Gonçalo Annes Bandarra
- Francisco Miguel Duarte